# Pitchfork
Pitchfork — американский электронный журнал, посвящённый музыкальной критике и комментариям, новостям музыки и интервью с исполнителями. Основное внимание уделяется инди-музыке, особенно инди-року. Тем не менее диапазон охватываемых музыкальных жанров распространяется и на электронную музыку, поп, хип-хоп, танцевальную и фолк-музыку, джаз, хеви-метал и экспериментальную музыку.

## История журнала
Pitchfork начал работу в ноябре 1995 года. На сайте в основном освещается новая музыка, но журналисты также рецензируют переизданные альбомы и бокс-сеты. На сайте публикуются списки «избранного», к примеру, лучшие альбомы 1960-х, 1970-х, 1980-х, 1990-х, 2000-х и 2010-х, лучшие песни определенных десятилетий, а также итоги года — лучшие синглы и альбомы каждого года, начиная с 1999 года.
В 2011 году Pitchfork впервые был награждён премией «Вебби» за видеосериал POV, а в следующем году эксперты Международной академии цифровых искусств и наук признали издание лучшим музыкальным сайтом.

## Публикации
- Shaer, Matthew. Die, Pitchfork, Die! (англ.). Slate (28 ноября 2006). Дата обращения: 9 января 2012. Архивировано 30 апреля 2012 года.
- Itzkoff, Dave. The Pitchfork Effect (англ.). Music Reborn. Wired. Дата обращения: 10 января 2012. Архивировано 30 апреля 2012 года.
- Gillis, Michael. The Curators of Cool: A History of Pitchfork Media (англ.). Newcity (14 июля 2011). Дата обращения: 11 февраля 2012. Архивировано 25 мая 2012 года.
- Pitchfork Media offices in New York City (Фотографии офиса) Архивная копия от 7 июня 2016 на Wayback Machine. Time Out New York
- Caramanica, Jon. Upstart Music Site Becomes Establishment (англ.). The New York Times (14 июля 2010). Дата обращения: 14 мая 2012. Архивировано 27 мая 2012 года.
- Lindvall, Helienne. Behind the music: An interview with Pitchfork founder Ryan Schreiber (англ.). guardian.co.uk (21 октября 2010). Дата обращения: 14 мая 2012. Архивировано 27 мая 2012 года.